# Tibouchina erioclada
Tibouchina erioclada là một loài thực vật có hoa trong họ Mua. Loài này được (Triana) Cogn. miêu tả khoa học đầu tiên năm 1891.